# Cisitalia 202 Spyder Mille Miglia
La Cisitalia 202 S MM (Sport Mille Miglia), detta anche Spyder Nuvolari, è una vettura da competizione costruita dalla casa automobilistica italiana Cisitalia tra il 1947 e il 1952.

## Storia del modello

### Il contesto
Sul finire della seconda guerra mondiale l'industriale, sportivo e pilota semi-professionista torinese Piero Dusio fonda la Compagnia Industriale Sportiva Italia SA, in breve Cisitalia, per costruire vetture da competizione e granturismo stradali. Dopo il successo della prima vettura dotata di telaio tubolare e componenti Fiat 1100, la monoposto D46 realizzata in diversi esemplari, Dusio decide di realizzare una biposto per le gare Sport, la 202 Sport Mille Miglia, e poi una vettura stradale, la futura 202 Coupé, su cui trasferire le positive esperienze fatte.
Come già fatto sulla D46 monoposto il responsabile del progetto Cisitalia Giovanni Savonuzzi, con la preziosa collaborazione di Dante Giacosa in prestito dalla Fiat, decide di utilizzare il telaio tubolare perché più leggero e rigido, a parità di peso, rispetto a quelli classici a longheroni e traverse e consente di montare il motore più in basso, migliorando la maneggevolezza della vettura. Il resto della meccanica deriva da parti Fiat 1100 e 500 "Topolino".
Sul telaio tubolare in acciaio al cromo-molibdeno viene montato un motore è un 4 cilindri in linea da 1089 cm³ (alesaggio x corsa: 68 x 75 mm) derivato da quello della Fiat 1100 ma profondamente elaborato, tanto che rimane originale solo il monoblocco in ghisa, fino a sviluppare 60 CV a 5500 giri/min. La testata in alluminio è completamente nuova anche se mantiene la distribuzione a valvole in testa, due per cilindro, con comando ad aste e bilancieri e singolo albero a camme nel basamento mosso da ingranaggi. Anche i collettori di scarico e aspirazione sono specifici così come l'albero motore, in acciaio realizzato al pieno, le bielle, i pistoni e il sistema di lubrificazione a carter secco. Il ponte rigido posteriore, con balestre longitudinali e ammortizzatori a frizione, e il cambio manuale a 4 marce, con leva a pavimento, derivano dalla Fiat 1100 mentre le sospensioni anteriori, a ruote indipendenti con balestra trasversale, e lo sterzo, molto duro da azionare in manovra, arrivano dalla 500 "Topolino". Le ruote sono a raggi e i freni a tamburo.

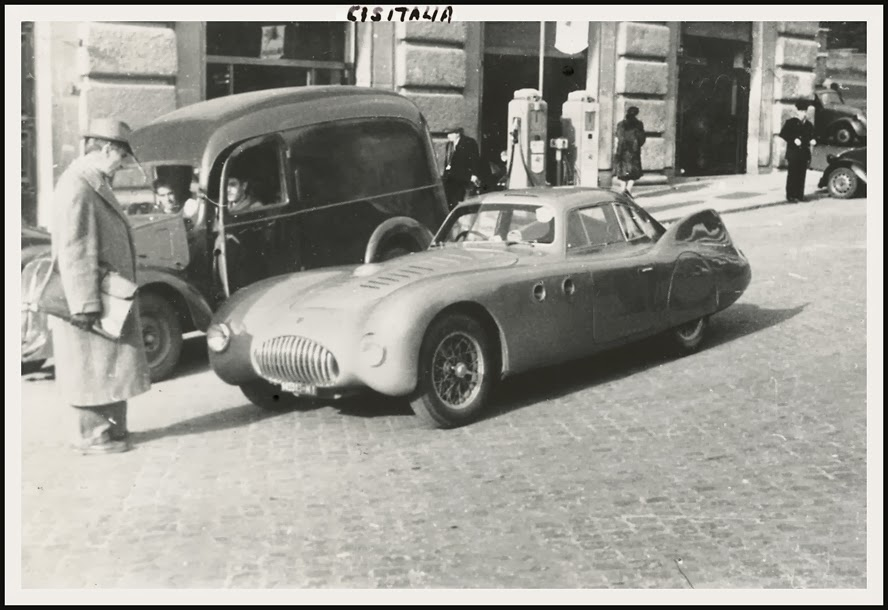
La Cisitalia 202 C MM Coupé Aerodinamica del 1946 disegnata da Giovanni Savonuzzi da cui deriva la futura 202 "di serie"

Su questo autotelaio leggero e resistente Savonuzzi realizza diversi tipi di carrozzeria, chiusa e aperta, con l'obiettivo di partecipare alla Mille Miglia 1947; la prima organizzata nel dopoguerra. Il primo telaio viene dotato di una carrozzeria berlinetta aerodinamica in alluminio dalla Carrozzeria Colli di Milano. Quest'esemplare, detto "Cassone" per via del profilo lineare e privo di pinne posteriori, viene affidato a Inicio Bernabei e Tullio Pacini per la maratona bresciana dopo una lunga serie di test eseguiti in prima persona da Savonuzzi.
Non pienamente soddisfatto dal "Cassone" Savonuzzi realizza anche una seconda berlinetta, anch'essa tutta in alluminio ma realizzata da Alfredo Vignale, allora capo battilastra degli Stabilimenti Farina e poi estroso carrozziere indipendente, secondo le precise istruzioni dell'ingegnere. Quest'auto è dotata di alcuni particolari che verranno ripresi sulle future Cisitalia, soprattutto nel frontale, di imponenti pinne posteriori e di un piccolo spoiler sulla sommità del lunotto. Questa vettura, testata a lungo anche nella galleria del vento del Politecnico di Torino che conferma la bontà delle soluzioni aerodinamiche adottate, viene affidata a Taruffi - Buzzi per la corsa bresciana, e serve da base anche per la versione spider destinata alle gare Sport.

### La vettura
Sul terzo autotelaio disponibile viene realizzata la prima 202 S MM (Sport Mille Miglia, perché preparata secondo il regolamento vetture Sport con cui si può correre la Mille Miglia) con una carrozzeria spider due posti molto simile alla berlinetta aerodinamica di Vignale - Savonuzzi, pinne comprese, però privata del padiglione. Questo esemplare, numero di telaio 002S, realizzato in alluminio dalla Carrozzeria Garella di Torino, fa da riferimento per le spider successive, realizzate in alluminio o in acciaio dagli Stabilimenti Farina, da cui si distingue per il parabrezza doppio e per le pinne posteriori maggiorate. Il risultato è una vettura di appena 730 kg raggiunge i 175 km/h con cui Tazio Nuvolari, il grande campione che però ha ormai 54 anni ed è già malato ai polmoni e ferito dalla perdita di entrambi i figli, correrà la Mille Miglia insieme al meccanico Francesco Carena. Altri due autotelai vengono consegnati agli Stabilimenti Farina che realizza due spider simili al primo ma con carrozzeria in acciaio. Il primo dei due, leggermente più corto e perciò soprannominato "Razzo", viene affidato allo stesso Piero Dusio, in coppia con Adolfo Macchieraldo, mentre il secondo a Eugenio Minetti e Piero Facetti.
Il sesto autotelaio viene consegnato alla Pinin Farina che vi realizza la versione granturismo, un capolavoro assoluto del design automobilistico e non solo, la 202 GS Coupé.
La 202 SMM è una spider pensata espressamente per le competizioni, il frontale è molto semplice, con un'apertura ovale per il raffreddamento coperto da una calandra a listelli verticali di alluminio, e i fari circolari posti sui parafanghi, più alti rispetto al cofano, e coperti da griglie parasassi. I paraurti sono assenti. Il profilo segue lo stile "Ponton" e termina con delle pinne con funzione aerodinamica piuttosto pronunciate. Sulla coda, quasi tronca, sono montati i fanalini posteriori e un portello che cela la ruota di scorta su cui è alloggiato il portatarga e una scritta Cisitalia in corsivo. Per la prima volta infatti è presente il marchio del costruttore sulla coda di un'automobile.
Come si addice ad una vettura da competizione gli interni sono spartani ma funzionali, i posti sono due, il volante a tre razze con corona in legno è a sinistra e la leva del cambio sul pavimento ma è possibile ottenere a richiesta senza sovrapprezzo quella a destra. Al centro del cruscotto, dotato di un incavo per poter manovrare meglio la leva del cambio, sono sistemati i comandi secondari e due grandi strumenti circolari, il tachimetro/contachilometri e il contagiri.

### La Mille Miglia 1947

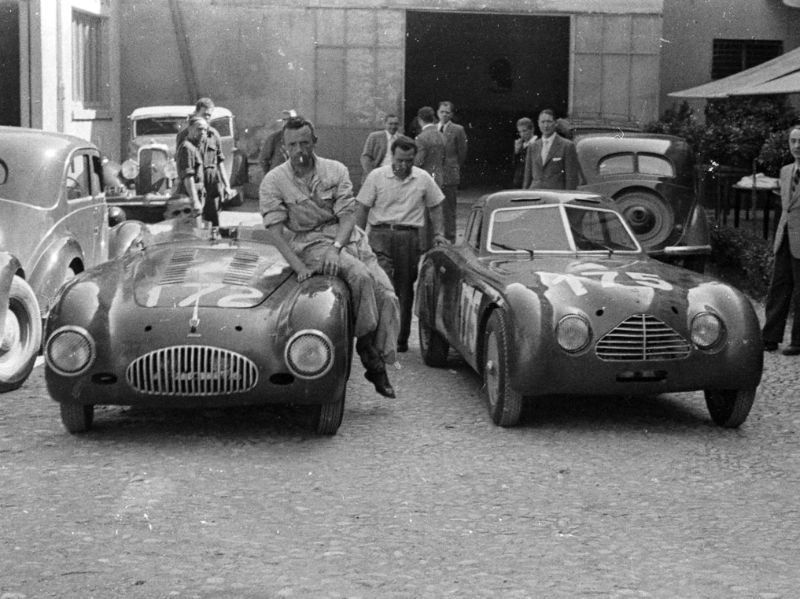
La Cisitalia 202 S MM #172 di Eugenio Minetti e Piero Facetti, e la Cisitalia 202 MM "Cassone" #175 di Inicio Bernabei e Tullio Pacini all partenza della Mille Miglia

Dopo l'esordio della Spider alla cronoscalata Sassi - Superga del 15 maggio, concluso con un terzo posto di Piero Dusio, il 22 giugno 1947 la squadra Cisitalia si presenta alla partenza della Mille Miglia a Brescia con ben cinque vetture, due berlinette sperimentali e tre 202 S MM spider, affidate rispettivamente a Bernabei - Pacini (berlinetta "Cassone"), Taruffi - Buzzi (berlinetta "Savonuzzi"), Nuvolari - Carena (Spider), Dusio - Macchieraldo (spider "Razzo"), e Minetti - Facetti (Spider).
Subito dopo la partenza tutte le vetture marciano a ritmo sostenuto, nella discesa verso Roma però la Spider "Razzo" di Dusio e la berlinetta di Taruffi sono costrette al ritiro, quest'ultima da un guasto ad un pistone, ma le altre Cisitalia guadagnano terreno su tutti ma soprattutto sulle dirette rivali, le Fiat 1100 S berlinetta.

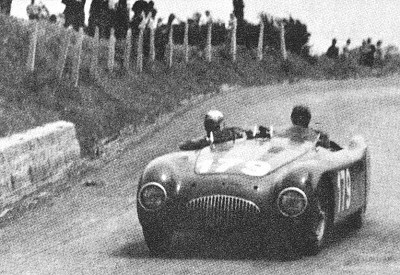
Tazio Nuvolari mentre corre verso il secondo posto assoluto

A Roma Tazio Nuvolari si porta in testa, seguito da Clemente Biondetti, su un'Alfa Romeo del 1938 di cilindrata più che doppia, e dal resto dei 155 concorrenti superstiti. Attraversata la Toscana, a Firenze, Nuvolari mantiene la testa della gara e sui passi appenninici della Futa e della Raticosa il vantaggio su Biondetti addirittura aumenta grazie alle capacità di guida del grande campione e all'agilità della spider. Tuttavia le condizioni meteo peggiorano e comincia a piovere, ciò, insieme al percorso che prevede un lungo e veloce tratto autostradale da Torino a Brescia, penalizza la piccola vettura scoperta di "Nivola" e avvantaggia la più potente berlinetta chiusa di Biondetti.
Verso Asti inoltre l'umidità penetra nel magnete della sua Cisitalia e ne causa lo spegnimento, il meccanico Carena impiega qualche minuto per risolvere il guasto ma anche dopo questo contrattempo "Nivola" riparte sotto la pioggia battente per raggiungere il secondo posto, dietro solo alla ben più potente (e chiusa) Alfa Romeo 8C 2900B Lungo Berlinetta Touring (senza compressori) di Clemente Biondetti ed Emilio Romano. Ma i tifosi lo portano in trionfo lo stesso perché è lui, il grande campione vecchio e malato, il vincitore morale della XIV edizione della Mille Miglia. La seconda posizione assoluta del "Mantovano Volante" e Francesco Carena, che corrisponde anche al primo posto di categoria fino ad 1.1 litri, viene completato dal terzo posto della berlinetta "Cassone" di Bernabei - Pacini e dal quarto della Spider di Minetti - Facetti.

## La produzione

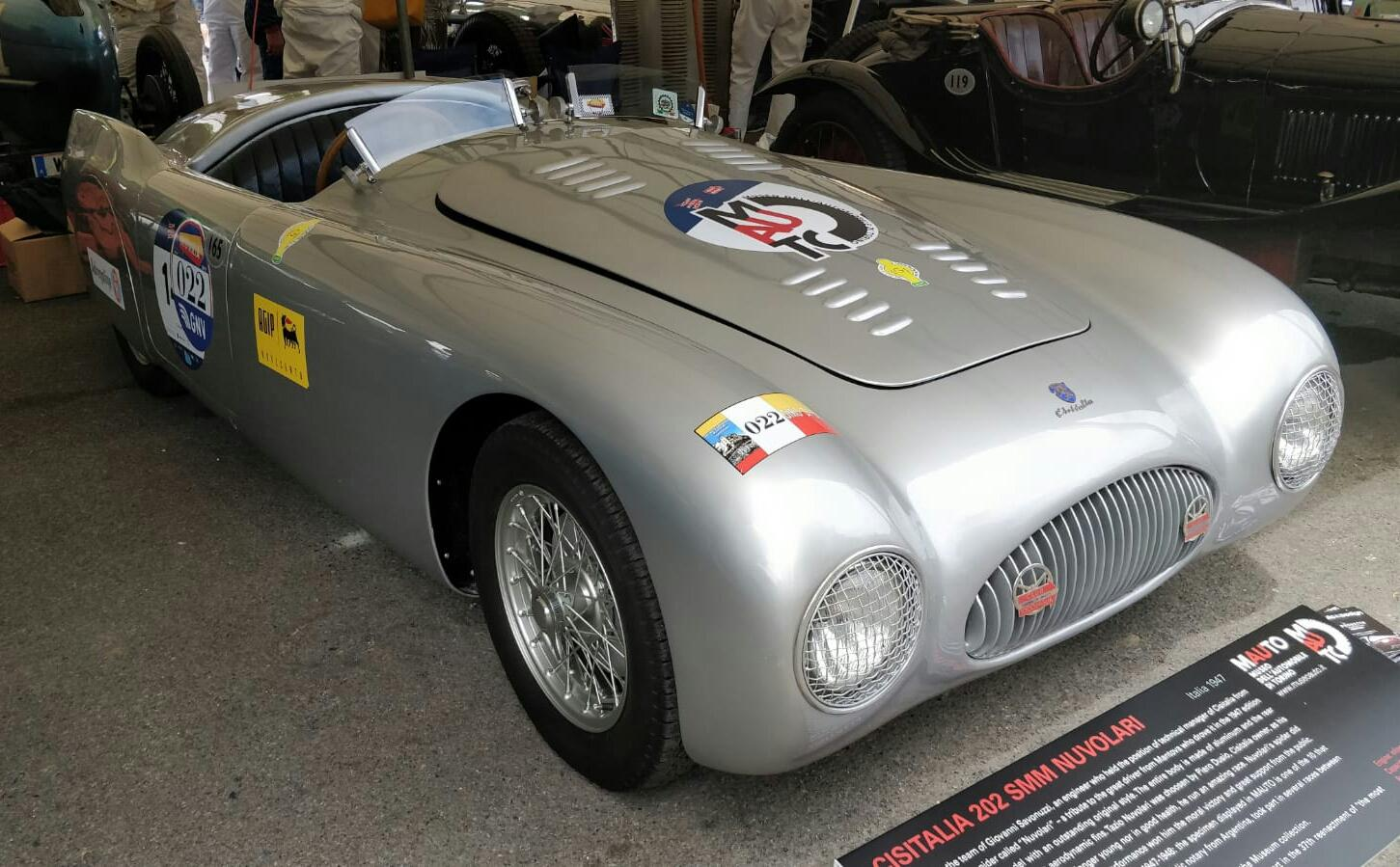
La Cisitalia 202 SMM Spyder Nuvolari del 1947 di proprietà del Museo dell'Automobile di Torino al Goodwood Festival of Speed

Dopo aver conquistato il successo di classe e solo sfiorato quello assoluto alla maratona bresciana si decide di costruire una piccola serie di vetture che replichino quella di Nuvolari. Inoltre Dusio chiede al mantovano di poter utilizzare il suo nome per battezzare la nuova vettura, l'autorizzazione concessa gratuitamente dal campione trasforma la Cisitalia 202 SMM in 202 Spyder Nuvolari (con la "Y"), che non va confusa con la 202 Cabriolet, che è anch'essa una vettura scoperta ma derivata dalla 202 Coupé ed espressamente destinata al granturismo.
Come per altre vetture costruite in piccola serie la produzione non avviene interamente nella fabbrica Cisitalia, infatti lì viene costruito il telaio tubolare, in acciaio al cromo-molibdeno, completo di meccanica, mentre la realizzazione della carrozzeria, dal disegno simile a quello del primo esemplare di Nuvolari e condivide i tratti salienti della linea della coupé Pinin Farina, è affidata agli Stabilimenti Farina.
La 202 è una spider due posti destinata al mondo delle corse ed è disponibile in tre livelli di allestimento: Sport, Sport Special e Nuvolari da 55, 60 e 65 CV di potenza grazie al diverso rapporto di compressione. La Sport e la Sport Special hanno un parabrezza più alto e protettivo, i finestrini laterali, gli indicatori di direzione e le maniglie delle portiere mentre la Nuvolari è la più sportiva che fa a meno di tutto questo e sostituisce anche il parabrezza con due piccoli deflettori molto più aerodinamici.
Non è chiaro il numero esatto di esemplari realizzati, fonti attendibili parlano di 35 tutti costruiti tra il 1947 e il 1948, poi nel 1949 l'eredità della 202 Spyder Nuvolari viene raccolta dalla Cisitalia Abarth 204A, ovvero una vettura diversa ma che ne riprende i concetti base, telaio tubolare e meccanica Fiat elaborata. Nel 1949 la Cisitalia viene posta in amministrazione controllata e il reparto corse venne acquisito da Carlo Abarth, il giovane austriaco responsabile dell'attività sportiva, che rileva con esso due 204A complete e due in fase di montaggio con cui fonda la sua casa automobilistica, la Abarth & C.

## Caratteristiche tecniche
| Caratteristiche tecniche - Cisitalia 202 S MM (Spyder Nuvolari) Stab. Farina (1947)                                                       | Caratteristiche tecniche - Cisitalia 202 S MM (Spyder Nuvolari) Stab. Farina (1947) | Caratteristiche tecniche - Cisitalia 202 S MM (Spyder Nuvolari) Stab. Farina (1947) | Caratteristiche tecniche - Cisitalia 202 S MM (Spyder Nuvolari) Stab. Farina (1947) | Caratteristiche tecniche - Cisitalia 202 S MM (Spyder Nuvolari) Stab. Farina (1947) | Caratteristiche tecniche - Cisitalia 202 S MM (Spyder Nuvolari) Stab. Farina (1947) |
| --- | --- | --- | --- | --- | --- |
| | | | | | |
| Configurazione | | | | | |
| Carrozzeria: spider in alluminio | Carrozzeria: spider in alluminio | Posizione motore: anteriore longitudinale | Posizione motore: anteriore longitudinale | Trazione: posteriore | Trazione: posteriore |
| Dimensioni e pesi | | | | | |
| Ingombri (lungh.×largh.×alt. in mm): 3300 × 1450 × 1140                                                                                   | Ingombri (lungh.×largh.×alt. in mm): 3300 × 1450 × 1140 | Ingombri (lungh.×largh.×alt. in mm): 3300 × 1450 × 1140 | Ingombri (lungh.×largh.×alt. in mm): 3300 × 1450 × 1140 | Diametro minimo sterzata: | Diametro minimo sterzata: |
| Interasse: 2400 mm | Interasse: 2400 mm | Carreggiate: anteriore 1258 - posteriore 1247 mm | Carreggiate: anteriore 1258 - posteriore 1247 mm | Altezza minima da terra: | Altezza minima da terra: |
| Posti totali: 2 | Posti totali: 2 | Bagagliaio: | Bagagliaio: | Serbatoio: 45 | Serbatoio: 45 |
| Masse | a vuoto: 660 kg | a vuoto: 660 kg | a vuoto: 660 kg | a vuoto: 660 kg | a vuoto: 660 kg |
| Meccanica | | | | | |
| Tipo motore: 4 cilindri in linea raffreddato a liquido, basamento in ghisa, testata in alluminio                                          | Tipo motore: 4 cilindri in linea raffreddato a liquido, basamento in ghisa, testata in alluminio | Tipo motore: 4 cilindri in linea raffreddato a liquido, basamento in ghisa, testata in alluminio | Cilindrata: (alesaggio x corsa: 68 x 75) totale 1089 cm³ | Cilindrata: (alesaggio x corsa: 68 x 75) totale 1089 cm³ | Cilindrata: (alesaggio x corsa: 68 x 75) totale 1089 cm³ |
| Distribuzione: a singolo albero a camme nel basamento mosso da ingranaggi, 2 valvole per cilindro in testa comandate da aste e bilancieri | Distribuzione: a singolo albero a camme nel basamento mosso da ingranaggi, 2 valvole per cilindro in testa comandate da aste e bilancieri | Distribuzione: a singolo albero a camme nel basamento mosso da ingranaggi, 2 valvole per cilindro in testa comandate da aste e bilancieri | Alimentazione: 2 carburatori Weber 36DR4SP | Alimentazione: 2 carburatori Weber 36DR4SP | Alimentazione: 2 carburatori Weber 36DR4SP |
| Prestazioni motore | Potenza: 65 CV a 5500 giri/min / Coppia: 11 kgm a 4000 giri/min | Potenza: 65 CV a 5500 giri/min / Coppia: 11 kgm a 4000 giri/min | Potenza: 65 CV a 5500 giri/min / Coppia: 11 kgm a 4000 giri/min | Potenza: 65 CV a 5500 giri/min / Coppia: 11 kgm a 4000 giri/min | Potenza: 65 CV a 5500 giri/min / Coppia: 11 kgm a 4000 giri/min |
| Accensione: a magnete o a bobina e spinterogeno                                                                                           | Accensione: a magnete o a bobina e spinterogeno | Accensione: a magnete o a bobina e spinterogeno | Impianto elettrico: | Impianto elettrico: | Impianto elettrico: |
| Frizione: monodisco a secco | Frizione: monodisco a secco | Frizione: monodisco a secco | Cambio: manuale a 4 marce più retromarcia (3° e 4° sincronizzate) | Cambio: manuale a 4 marce più retromarcia (3° e 4° sincronizzate) | Cambio: manuale a 4 marce più retromarcia (3° e 4° sincronizzate) |
| Telaio | | | | | |
| Corpo vettura | a traliccio di tubi al cromo-molibdeno | a traliccio di tubi al cromo-molibdeno | a traliccio di tubi al cromo-molibdeno | a traliccio di tubi al cromo-molibdeno | a traliccio di tubi al cromo-molibdeno |
| Sterzo | a vite e settore | a vite e settore | a vite e settore | a vite e settore | a vite e settore |
| Sospensioni | anteriori: a ruote indipendenti, bracci oscillanti inferiori, singola molla a balestra semiellittica trasversale, ammortizzatori idraulici telescopici / posteriori: a ponte rigido, molle a balestra semiellittiche longitudinale, ammortizzatori a frizione | anteriori: a ruote indipendenti, bracci oscillanti inferiori, singola molla a balestra semiellittica trasversale, ammortizzatori idraulici telescopici / posteriori: a ponte rigido, molle a balestra semiellittiche longitudinale, ammortizzatori a frizione | anteriori: a ruote indipendenti, bracci oscillanti inferiori, singola molla a balestra semiellittica trasversale, ammortizzatori idraulici telescopici / posteriori: a ponte rigido, molle a balestra semiellittiche longitudinale, ammortizzatori a frizione | anteriori: a ruote indipendenti, bracci oscillanti inferiori, singola molla a balestra semiellittica trasversale, ammortizzatori idraulici telescopici / posteriori: a ponte rigido, molle a balestra semiellittiche longitudinale, ammortizzatori a frizione | anteriori: a ruote indipendenti, bracci oscillanti inferiori, singola molla a balestra semiellittica trasversale, ammortizzatori idraulici telescopici / posteriori: a ponte rigido, molle a balestra semiellittiche longitudinale, ammortizzatori a frizione |
| Freni | anteriori: a tamburo / posteriori: a tamburo | anteriori: a tamburo / posteriori: a tamburo | anteriori: a tamburo / posteriori: a tamburo | anteriori: a tamburo / posteriori: a tamburo | anteriori: a tamburo / posteriori: a tamburo |
| Pneumatici | 5.00x15 / Cerchi: a raggi Borrani da 15" | 5.00x15 / Cerchi: a raggi Borrani da 15" | 5.00x15 / Cerchi: a raggi Borrani da 15" | 5.00x15 / Cerchi: a raggi Borrani da 15" | 5.00x15 / Cerchi: a raggi Borrani da 15" |
| Prestazioni dichiarate | | | | | |
| Velocità: 175 km/h | Velocità: 175 km/h | Velocità: 175 km/h | Accelerazione: | Accelerazione: | Accelerazione: |
| Fonte dei dati: | | | | | |